# 伊香郡
- 令制国一覧 > 東山道 > 近江国 > 伊香郡
- 日本 > 近畿地方 > 滋賀県 > 伊香郡

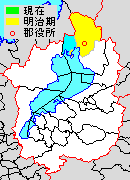
滋賀県伊香郡の位置（黄：明治期 水色：後に他郡から編入した区域）

伊香郡（いかぐん）は、滋賀県（近江国）にあった郡。

## 郡域
1879年（明治12年）に行政区画として発足した当時の郡域は、長浜市の一部（高月町各町・木之本町各町・余呉町各町）にあたる。
該当区域の面積は284.33k㎡、21,065人（平成22年国勢調査）（1）。

## 歴史
近世までは「いかごぐん」とも呼ばれた。郡名の由来として、『近江国風土記』逸文に「伊香小江」の記述があり、余呉湖を指すと見られる。この項は羽衣伝説の内容で、羽衣を盗んだ人物の名もまた「伊香刀美」となっている。

### 近世以降の沿革
- 「旧高旧領取調帳」に記載されている明治初年時点での支配は以下の通り。●は村内に寺社領が存在。（71村）

| 知行         | 知行                             | 村数 | 村名 |
| ------------ | -------------------------------- | ---- | --- |
| 幕府領       | 幕府領（大津代官所）             | 19村 | 大見村、古橋村、小山村、高野村、洞戸村、雨森村、馬上村、田戸村、小原村、針川村、尾羽梨村、鷲見村、●菅並村、上丹生村、下丹生村、松尾村、柳野中村、重則村、保延寺村                  |
| 幕府領       | 幕府領（彦根藩預地）             | 8村  | 河合村、尾山村、中河内村、椿坂村、柳ヶ瀬村、飯之浦村、西野村、熊野村 |
| 幕府領       | 幕府領（大津代官所・彦根藩預地） | 2村  | 片山村、東阿閉村 |
| 藩領         | 近江彦根藩                       | 21村 | 金居原村、杉野村、石道村、奥川並村、小谷村、川並村、下余呉村、●坂口村、黒田村、大音村、山梨子村、●木之本村、田部村、落川村、高月村、森本村、西山村、赤尾村、唐川村、千田村、横山村 |
| 藩領         | 山城淀藩                         | 6村  | 文室村、東野村、川並新田村、八戸村、柏原村、渡岸寺村 |
| 藩領         | 近江膳所藩                       | 2村  | 持寺村、今市村 |
| 藩領         | 上総飯野藩                       | 2村  | 池原村、国安村 |
| 藩領         | 彦根藩・淀藩                     | 2村  | 布施村、東物部村 |
| 藩領         | 彦根藩・淀藩・膳所藩・飯野藩     | 1村  | 中之郷村 |
| 藩領         | 淀藩・膳所藩                     | 1村  | 磯野村 |
| 藩領         | 淀藩・三河吉田藩                 | 1村  | 西柳野村 |
| 幕府領・藩領 | 幕府領（大津）・彦根藩           | 1村  | 宇根村 |
| 幕府領・藩領 | 幕府領（大津）・彦根藩・淀藩     | 1村  | 東高田村 |
| 幕府領・藩領 | 幕府領（大津）・淀藩・膳所藩     | 1村  | 井口村 |
| 幕府領・藩領 | 幕府領（大津・彦根）・淀藩       | 1村  | 西阿閉村 |
| 幕府領・藩領 | 幕府領（彦根）・淀藩             | 1村  | 西物部村 |
| 幕府領・藩領 | 幕府領（大津・彦根）・吉田藩     | 1村  | 東柳野村 |

- 慶応4年
  - 3月7日（1868年3月30日） - 大津代官所に大津裁判所が設置され、大津代官所が管轄していた幕府領を管轄。
  - 4月28日（1868年5月20日） - 大津裁判所の管轄地域が大津県の管轄となる。
- 明治2年6月19日（1869年7月27日） - 版籍奉還により、吉田藩が改称して豊橋藩となる。
- 明治3年（1870年）10月 - 飯野藩領が大津県の管轄となる。
- 明治4年
  - 4月 - 彦根藩預地が大津県の管轄となる。
  - 7月14日（1871年8月29日） - 廃藩置県により、藩領が彦根県、淀県、膳所県、豊橋県の管轄となる。
  - 11月15日（1871年12月26日） - 第1次府県統合により、豊橋県の管轄地域が額田県の管轄となる。
  - 11月22日（1872年1月2日） - 第1次府県統合により、全域が長浜県の管轄となる。
- 明治5年
  - 2月27日（1872年4月4日） - 長浜県が改称して犬上県となる。
  - 9月28日（1872年10月30日） - 滋賀県の管轄となる。
- 明治初年 - 川並新田村が川並村に合併。（70村）
- 明治7年（1874年）（73村）
  - 木之本村の一部が分立して広瀬村となる。
  - 西山村の一部が分立して田居村となる。
  - 赤尾村の一部が分立して北布施村となる。
- 明治8年（1875年） - 河合村の一部が分立して音羽村となる。（74村）
- 明治12年（1879年）（76村）
  - 5月16日 - 郡区町村編制法の滋賀県での施行により、行政区画としての伊香郡が発足。「伊香・西浅井郡役所」が木之本村に設置され、西浅井郡とともに管轄。
  - 上丹生村の一部が分立して摺見村となる。
  - 杉野村の一部が分立して杉本村となる。

### 町村制以降の沿革

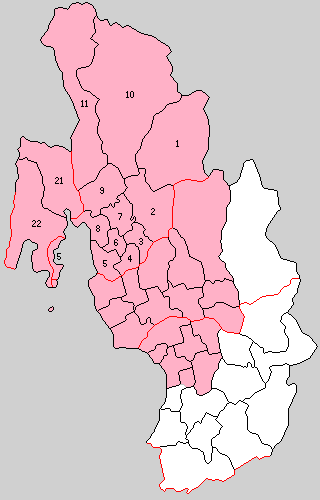
1.杉野村 2.高時村 3.北富永村 4.南富永村 5.古保利村 6.七郷村 7.木之本村 8.伊香具村 9.余呉村 10.丹生村 11.片岡村 21.塩津村 22.永原村（赤：長浜市）

- 明治22年（1889年）4月1日 - 町村制の施行により、以下の町村が発足。全域が現・長浜市。（11村）
  - 杉野村 ← 杉野村、杉本村、音羽村、金居原村
  - 高時村 ← 古橋村、河合村、石道村、小山村、高野村、大見村
  - 北富永村 ← 保延寺村、持寺村、尾山村、洞戸村、馬上村、井口村、雨森村
  - 南富永村 ← 柏原村、渡岸寺村、森本村、落川村、高月村、宇根村、東阿閉村
  - 古保利村 ← 西野村、片山村、重則村、熊野村、松尾村、東柳野村、柳野中村、西柳野村、西阿閉村
  - 七郷村 ← 磯野村、西物部村、東物部村、横山村、東高田村、布施村、唐川村
  - 木之本村 ← 木之本村、広瀬村、田部村、千田村、黒田村
  - 伊香具村 ← 赤尾村、北布施村、田居村、山梨子村、飯浦村、西山村、大音村
  - 余呉村 ← 坂口村、下余呉村、中之郷村、川並村、八戸村
  - 丹生村 ← 下丹生村、上丹生村、摺見村、菅並村、小原村、田戸村、奥川並村、鷲見村、尾羽梨村、針川村
  - 片岡村 ← 中河内村、椿坂村、柳ヶ瀬村、東野村、今市村、国安村、文室村、池原村、小谷村
- 明治30年（1897年）4月1日 - 郡制の施行のため、伊香郡・西浅井郡の区域をもって、改めて伊香郡が発足。塩津村・永原村が本郡の所属となる。郡役所が木之本村に設置。（13村）
- 明治31年（1898年）4月1日 - 郡制を施行。
- 大正7年（1918年）2月1日 - 木之本村が町制施行して木之本町となる。（1町12村）
- 大正12年（1923年）4月1日 - 郡会が廃止。郡役所は存続。
- 大正15年（1926年）7月1日 - 郡役所が廃止。以降は地域区分名称となる。
- 昭和15年（1940年）9月1日 - 北富永村の一部（馬上）が南富永村に編入。
- 昭和18年（1943年）6月1日 - 木之本町・伊香具村が合併し、改めて木之本町が発足。（1町11村）
- 昭和23年（1948年）5月10日 - 木之本町の一部（赤尾・北布施・田居・山梨子・飯浦・西山・大音）が分立して伊香具村が発足。（1町12村）
- 昭和29年（1954年）
  - 12月1日（2町6村）
    - 北富永村・南富永村・古保利村が合併して高月町が発足。
    - 杉野村・高時村・木之本町・伊香具村が合併し、改めて木之本町が発足。

  - 12月15日 - 余呉村・丹生村・片岡村が合併し、改めて余呉村が発足。（2町4村）
- 昭和30年（1955年）
  - 3月31日 - 七郷村が高月町に編入。（2町3村）
  - 4月1日 - 塩津村・永原村が合併して西浅井村が発足。（2町2村）
- 昭和31年（1956年）4月1日 - 木之本町の一部（高野）が高月町に編入。
- 昭和46年（1971年）4月1日（4町）
  - 余呉村が町制施行して余呉町となる。
  - 西浅井村が町制施行して西浅井町となる。
- 平成22年（2010年）1月1日 - 高月町・木之本町・余呉町・西浅井町が長浜市に編入。同日伊香郡消滅。

### 変遷表
| 所 属 郡    | 明治以前   | 明治初年 - 明治22年   | 明治22年 4月1日 町村制施行 | 明治22年 - 大正15年         | 昭和元年 - 昭和20年           | 昭和21年 - 昭和25年           | 昭和26年 - 昭和30年          | 昭和31年 - 昭和64年          | 平成元年 - 現在             | 現在   |
| ----------- | ---------- | --------------------- | -------------------------- | --------------------------- | ----------------------------- | ----------------------------- | ---------------------------- | ---------------------------- | --------------------------- | ------ |
| 伊 香 郡    | 木之本村   | 木之本村              | 木之本村                   | 大正7年4月1日 町制 木之本町 | 昭和18年6月1日 木之本町       | 木之本町                      | 昭和29年12月1日 木之本町     | 木之本町                     | 平成22年1月1日 長浜市に編入 | 長浜市 |
| 伊 香 郡    | 木之本村   | 明治7年 分立 広瀬村   | 木之本村                   | 大正7年4月1日 町制 木之本町 | 昭和18年6月1日 木之本町       | 木之本町                      | 昭和29年12月1日 木之本町     | 木之本町                     | 平成22年1月1日 長浜市に編入 | 長浜市 |
| 伊 香 郡    | 田部村     | 田部村                | 木之本村                   | 大正7年4月1日 町制 木之本町 | 昭和18年6月1日 木之本町       | 木之本町                      | 昭和29年12月1日 木之本町     | 木之本町                     | 平成22年1月1日 長浜市に編入 | 長浜市 |
| 伊 香 郡    | 千田村     | 千田村                | 木之本村                   | 大正7年4月1日 町制 木之本町 | 昭和18年6月1日 木之本町       | 木之本町                      | 昭和29年12月1日 木之本町     | 木之本町                     | 平成22年1月1日 長浜市に編入 | 長浜市 |
| 伊 香 郡    | 黒田村     | 黒田村                | 木之本村                   | 大正7年4月1日 町制 木之本町 | 昭和18年6月1日 木之本町       | 木之本町                      | 昭和29年12月1日 木之本町     | 木之本町                     | 平成22年1月1日 長浜市に編入 | 長浜市 |
| 伊 香 郡    | 山梨子村   | 山梨子村              | 伊香具村                   | 伊香具村                    | 昭和18年6月1日 木之本町       | 昭和23年5月10日 分立 伊香具村 | 昭和29年12月1日 木之本町     | 木之本町                     | 平成22年1月1日 長浜市に編入 | 長浜市 |
| 伊 香 郡    | 飯浦村     | 飯浦村                | 伊香具村                   | 伊香具村                    | 昭和18年6月1日 木之本町       | 昭和23年5月10日 分立 伊香具村 | 昭和29年12月1日 木之本町     | 木之本町                     | 平成22年1月1日 長浜市に編入 | 長浜市 |
| 伊 香 郡    | 赤尾村     | 赤尾村                | 伊香具村                   | 伊香具村                    | 昭和18年6月1日 木之本町       | 昭和23年5月10日 分立 伊香具村 | 昭和29年12月1日 木之本町     | 木之本町                     | 平成22年1月1日 長浜市に編入 | 長浜市 |
| 伊 香 郡    | 赤尾村     | 明治7年 分立 北布施村 | 伊香具村                   | 伊香具村                    | 昭和18年6月1日 木之本町       | 昭和23年5月10日 分立 伊香具村 | 昭和29年12月1日 木之本町     | 木之本町                     | 平成22年1月1日 長浜市に編入 | 長浜市 |
| 伊 香 郡    | 西山村     | 西山村                | 伊香具村                   | 伊香具村                    | 昭和18年6月1日 木之本町       | 昭和23年5月10日 分立 伊香具村 | 昭和29年12月1日 木之本町     | 木之本町                     | 平成22年1月1日 長浜市に編入 | 長浜市 |
| 伊 香 郡    | 西山村     | 明治7年 分立 田居村   | 伊香具村                   | 伊香具村                    | 昭和18年6月1日 木之本町       | 昭和23年5月10日 分立 伊香具村 | 昭和29年12月1日 木之本町     | 木之本町                     | 平成22年1月1日 長浜市に編入 | 長浜市 |
| 伊 香 郡    | 大音村     | 大音村                | 伊香具村                   | 伊香具村                    | 昭和18年6月1日 木之本町       | 昭和23年5月10日 分立 伊香具村 | 昭和29年12月1日 木之本町     | 木之本町                     | 平成22年1月1日 長浜市に編入 | 長浜市 |
| 伊 香 郡    | 杉野村     | 杉野村                | 杉野村                     | 杉野村                      | 杉野村                        | 杉野村                        | 昭和29年12月1日 木之本町     | 木之本町                     | 平成22年1月1日 長浜市に編入 | 長浜市 |
| 伊 香 郡    | 杉野村     | 明治12年 分立 杉本村  | 杉野村                     | 杉野村                      | 杉野村                        | 杉野村                        | 昭和29年12月1日 木之本町     | 木之本町                     | 平成22年1月1日 長浜市に編入 | 長浜市 |
| 伊 香 郡    | 金居原村   | 金居原村              | 杉野村                     | 杉野村                      | 杉野村                        | 杉野村                        | 昭和29年12月1日 木之本町     | 木之本町                     | 平成22年1月1日 長浜市に編入 | 長浜市 |
| 伊 香 郡    | 河合村     | 明治8年 分立 音羽村   | 杉野村                     | 杉野村                      | 杉野村                        | 杉野村                        | 昭和29年12月1日 木之本町     | 木之本町                     | 平成22年1月1日 長浜市に編入 | 長浜市 |
| 伊 香 郡    | 河合村     | 河合村                | 高時村                     | 高時村                      | 高時村                        | 高時村                        | 昭和29年12月1日 木之本町     | 木之本町                     | 平成22年1月1日 長浜市に編入 | 長浜市 |
| 伊 香 郡    | 古橋村     | 古橋村                | 高時村                     | 高時村                      | 高時村                        | 高時村                        | 昭和29年12月1日 木之本町     | 木之本町                     | 平成22年1月1日 長浜市に編入 | 長浜市 |
| 伊 香 郡    | 石道村     | 石道村                | 高時村                     | 高時村                      | 高時村                        | 高時村                        | 昭和29年12月1日 木之本町     | 木之本町                     | 平成22年1月1日 長浜市に編入 | 長浜市 |
| 伊 香 郡    | 小山村     | 小山村                | 高時村                     | 高時村                      | 高時村                        | 高時村                        | 昭和29年12月1日 木之本町     | 木之本町                     | 平成22年1月1日 長浜市に編入 | 長浜市 |
| 伊 香 郡    | 大見村     | 大見村                | 高時村                     | 高時村                      | 高時村                        | 高時村                        | 昭和29年12月1日 木之本町     | 木之本町                     | 平成22年1月1日 長浜市に編入 | 長浜市 |
| 伊 香 郡    | 高野村     | 高野村                | 高時村                     | 高時村                      | 高時村                        | 高時村                        | 昭和29年12月1日 木之本町     | 昭和31年4月1日 高月町に編入  | 平成22年1月1日 長浜市に編入 | 長浜市 |
| 伊 香 郡    | 保延寺村   | 保延寺村              | 北富永村                   | 北富永村                    | 北富永村                      | 北富永村                      | 昭和29年12月1日 高月町       | 高月町                       | 平成22年1月1日 長浜市に編入 | 長浜市 |
| 伊 香 郡    | 持寺村     | 持寺村                | 北富永村                   | 北富永村                    | 北富永村                      | 北富永村                      | 昭和29年12月1日 高月町       | 高月町                       | 平成22年1月1日 長浜市に編入 | 長浜市 |
| 伊 香 郡    | 尾山村     | 尾山村                | 北富永村                   | 北富永村                    | 北富永村                      | 北富永村                      | 昭和29年12月1日 高月町       | 高月町                       | 平成22年1月1日 長浜市に編入 | 長浜市 |
| 伊 香 郡    | 洞戸村     | 洞戸村                | 北富永村                   | 北富永村                    | 北富永村                      | 北富永村                      | 昭和29年12月1日 高月町       | 高月町                       | 平成22年1月1日 長浜市に編入 | 長浜市 |
| 伊 香 郡    | 井口村     | 井口村                | 北富永村                   | 北富永村                    | 北富永村                      | 北富永村                      | 昭和29年12月1日 高月町       | 高月町                       | 平成22年1月1日 長浜市に編入 | 長浜市 |
| 伊 香 郡    | 雨森村     | 雨森村                | 北富永村                   | 北富永村                    | 北富永村                      | 北富永村                      | 昭和29年12月1日 高月町       | 高月町                       | 平成22年1月1日 長浜市に編入 | 長浜市 |
| 伊 香 郡    | 馬上村     | 馬上村                | 北富永村                   | 北富永村                    | 昭和15年9月1日 南富永村に編入 | 南富永村                      | 昭和29年12月1日 高月町       | 高月町                       | 平成22年1月1日 長浜市に編入 | 長浜市 |
| 伊 香 郡    | 柏原村     | 柏原村                | 南富永村                   | 南富永村                    | 南富永村                      | 南富永村                      | 昭和29年12月1日 高月町       | 高月町                       | 平成22年1月1日 長浜市に編入 | 長浜市 |
| 伊 香 郡    | 渡岸寺村   | 渡岸寺村              | 南富永村                   | 南富永村                    | 南富永村                      | 南富永村                      | 昭和29年12月1日 高月町       | 高月町                       | 平成22年1月1日 長浜市に編入 | 長浜市 |
| 伊 香 郡    | 森本村     | 森本村                | 南富永村                   | 南富永村                    | 南富永村                      | 南富永村                      | 昭和29年12月1日 高月町       | 高月町                       | 平成22年1月1日 長浜市に編入 | 長浜市 |
| 伊 香 郡    | 落川村     | 落川村                | 南富永村                   | 南富永村                    | 南富永村                      | 南富永村                      | 昭和29年12月1日 高月町       | 高月町                       | 平成22年1月1日 長浜市に編入 | 長浜市 |
| 伊 香 郡    | 高月村     | 高月村                | 南富永村                   | 南富永村                    | 南富永村                      | 南富永村                      | 昭和29年12月1日 高月町       | 高月町                       | 平成22年1月1日 長浜市に編入 | 長浜市 |
| 伊 香 郡    | 宇根村     | 宇根村                | 南富永村                   | 南富永村                    | 南富永村                      | 南富永村                      | 昭和29年12月1日 高月町       | 高月町                       | 平成22年1月1日 長浜市に編入 | 長浜市 |
| 伊 香 郡    | 東阿閉村   | 東阿閉村              | 南富永村                   | 南富永村                    | 南富永村                      | 南富永村                      | 昭和29年12月1日 高月町       | 高月町                       | 平成22年1月1日 長浜市に編入 | 長浜市 |
| 伊 香 郡    | 西野村     | 西野村                | 古保利村                   | 古保利村                    | 古保利村                      | 古保利村                      | 昭和29年12月1日 高月町       | 高月町                       | 平成22年1月1日 長浜市に編入 | 長浜市 |
| 伊 香 郡    | 片山村     | 片山村                | 古保利村                   | 古保利村                    | 古保利村                      | 古保利村                      | 昭和29年12月1日 高月町       | 高月町                       | 平成22年1月1日 長浜市に編入 | 長浜市 |
| 伊 香 郡    | 重則村     | 重則村                | 古保利村                   | 古保利村                    | 古保利村                      | 古保利村                      | 昭和29年12月1日 高月町       | 高月町                       | 平成22年1月1日 長浜市に編入 | 長浜市 |
| 伊 香 郡    | 熊野村     | 熊野村                | 古保利村                   | 古保利村                    | 古保利村                      | 古保利村                      | 昭和29年12月1日 高月町       | 高月町                       | 平成22年1月1日 長浜市に編入 | 長浜市 |
| 伊 香 郡    | 松尾村     | 松尾村                | 古保利村                   | 古保利村                    | 古保利村                      | 古保利村                      | 昭和29年12月1日 高月町       | 高月町                       | 平成22年1月1日 長浜市に編入 | 長浜市 |
| 伊 香 郡    | 東柳野村   | 東柳野村              | 古保利村                   | 古保利村                    | 古保利村                      | 古保利村                      | 昭和29年12月1日 高月町       | 高月町                       | 平成22年1月1日 長浜市に編入 | 長浜市 |
| 伊 香 郡    | 柳野中村   | 柳野中村              | 古保利村                   | 古保利村                    | 古保利村                      | 古保利村                      | 昭和29年12月1日 高月町       | 高月町                       | 平成22年1月1日 長浜市に編入 | 長浜市 |
| 伊 香 郡    | 西柳野村   | 西柳野村              | 古保利村                   | 古保利村                    | 古保利村                      | 古保利村                      | 昭和29年12月1日 高月町       | 高月町                       | 平成22年1月1日 長浜市に編入 | 長浜市 |
| 伊 香 郡    | 西阿閉村   | 西阿閉村              | 古保利村                   | 古保利村                    | 古保利村                      | 古保利村                      | 昭和29年12月1日 高月町       | 高月町                       | 平成22年1月1日 長浜市に編入 | 長浜市 |
| 伊 香 郡    | 磯野村     | 磯野村                | 七郷村                     | 七郷村                      | 七郷村                        | 七郷村                        | 昭和30年3月31日 高月町に編入 | 高月町                       | 平成22年1月1日 長浜市に編入 | 長浜市 |
| 伊 香 郡    | 西物部村   | 西物部村              | 七郷村                     | 七郷村                      | 七郷村                        | 七郷村                        | 昭和30年3月31日 高月町に編入 | 高月町                       | 平成22年1月1日 長浜市に編入 | 長浜市 |
| 伊 香 郡    | 東物部村   | 東物部村              | 七郷村                     | 七郷村                      | 七郷村                        | 七郷村                        | 昭和30年3月31日 高月町に編入 | 高月町                       | 平成22年1月1日 長浜市に編入 | 長浜市 |
| 伊 香 郡    | 横山村     | 横山村                | 七郷村                     | 七郷村                      | 七郷村                        | 七郷村                        | 昭和30年3月31日 高月町に編入 | 高月町                       | 平成22年1月1日 長浜市に編入 | 長浜市 |
| 伊 香 郡    | 東高田村   | 東高田村              | 七郷村                     | 七郷村                      | 七郷村                        | 七郷村                        | 昭和30年3月31日 高月町に編入 | 高月町                       | 平成22年1月1日 長浜市に編入 | 長浜市 |
| 伊 香 郡    | 布施村     | 布施村                | 七郷村                     | 七郷村                      | 七郷村                        | 七郷村                        | 昭和30年3月31日 高月町に編入 | 高月町                       | 平成22年1月1日 長浜市に編入 | 長浜市 |
| 伊 香 郡    | 唐川村     | 唐川村                | 七郷村                     | 七郷村                      | 七郷村                        | 七郷村                        | 昭和30年3月31日 高月町に編入 | 高月町                       | 平成22年1月1日 長浜市に編入 | 長浜市 |
| 伊 香 郡    | 坂口村     | 坂口村                | 余呉村                     | 余呉村                      | 余呉村                        | 余呉村                        | 昭和29年12月15日 余呉村      | 昭和46年4月1日 町制 余呉町   | 平成22年1月1日 長浜市に編入 | 長浜市 |
| 伊 香 郡    | 下余呉村   | 下余呉村              | 余呉村                     | 余呉村                      | 余呉村                        | 余呉村                        | 昭和29年12月15日 余呉村      | 昭和46年4月1日 町制 余呉町   | 平成22年1月1日 長浜市に編入 | 長浜市 |
| 伊 香 郡    | 中之郷村   | 中之郷村              | 余呉村                     | 余呉村                      | 余呉村                        | 余呉村                        | 昭和29年12月15日 余呉村      | 昭和46年4月1日 町制 余呉町   | 平成22年1月1日 長浜市に編入 | 長浜市 |
| 伊 香 郡    | 川並村     | 明治初年 川並村       | 余呉村                     | 余呉村                      | 余呉村                        | 余呉村                        | 昭和29年12月15日 余呉村      | 昭和46年4月1日 町制 余呉町   | 平成22年1月1日 長浜市に編入 | 長浜市 |
| 伊 香 郡    | 川並新田村 | 明治初年 川並村       | 余呉村                     | 余呉村                      | 余呉村                        | 余呉村                        | 昭和29年12月15日 余呉村      | 昭和46年4月1日 町制 余呉町   | 平成22年1月1日 長浜市に編入 | 長浜市 |
| 伊 香 郡    | 八戸村     | 八戸村                | 余呉村                     | 余呉村                      | 余呉村                        | 余呉村                        | 昭和29年12月15日 余呉村      | 昭和46年4月1日 町制 余呉町   | 平成22年1月1日 長浜市に編入 | 長浜市 |
| 伊 香 郡    | 下丹生村   | 下丹生村              | 丹生村                     | 丹生村                      | 丹生村                        | 丹生村                        | 昭和29年12月15日 余呉村      | 昭和46年4月1日 町制 余呉町   | 平成22年1月1日 長浜市に編入 | 長浜市 |
| 伊 香 郡    | 上丹生村   | 上丹生村              | 丹生村                     | 丹生村                      | 丹生村                        | 丹生村                        | 昭和29年12月15日 余呉村      | 昭和46年4月1日 町制 余呉町   | 平成22年1月1日 長浜市に編入 | 長浜市 |
| 伊 香 郡    | 上丹生村   | 明治12年 分立 摺見村  | 丹生村                     | 丹生村                      | 丹生村                        | 丹生村                        | 昭和29年12月15日 余呉村      | 昭和46年4月1日 町制 余呉町   | 平成22年1月1日 長浜市に編入 | 長浜市 |
| 伊 香 郡    | 菅並村     | 菅並村                | 丹生村                     | 丹生村                      | 丹生村                        | 丹生村                        | 昭和29年12月15日 余呉村      | 昭和46年4月1日 町制 余呉町   | 平成22年1月1日 長浜市に編入 | 長浜市 |
| 伊 香 郡    | 小原村     | 小原村                | 丹生村                     | 丹生村                      | 丹生村                        | 丹生村                        | 昭和29年12月15日 余呉村      | 昭和46年4月1日 町制 余呉町   | 平成22年1月1日 長浜市に編入 | 長浜市 |
| 伊 香 郡    | 田戸村     | 田戸村                | 丹生村                     | 丹生村                      | 丹生村                        | 丹生村                        | 昭和29年12月15日 余呉村      | 昭和46年4月1日 町制 余呉町   | 平成22年1月1日 長浜市に編入 | 長浜市 |
| 伊 香 郡    | 奥川並村   | 奥川並村              | 丹生村                     | 丹生村                      | 丹生村                        | 丹生村                        | 昭和29年12月15日 余呉村      | 昭和46年4月1日 町制 余呉町   | 平成22年1月1日 長浜市に編入 | 長浜市 |
| 伊 香 郡    | 鷲見村     | 鷲見村                | 丹生村                     | 丹生村                      | 丹生村                        | 丹生村                        | 昭和29年12月15日 余呉村      | 昭和46年4月1日 町制 余呉町   | 平成22年1月1日 長浜市に編入 | 長浜市 |
| 伊 香 郡    | 尾羽梨村   | 尾羽梨村              | 丹生村                     | 丹生村                      | 丹生村                        | 丹生村                        | 昭和29年12月15日 余呉村      | 昭和46年4月1日 町制 余呉町   | 平成22年1月1日 長浜市に編入 | 長浜市 |
| 伊 香 郡    | 針川村     | 針川村                | 丹生村                     | 丹生村                      | 丹生村                        | 丹生村                        | 昭和29年12月15日 余呉村      | 昭和46年4月1日 町制 余呉町   | 平成22年1月1日 長浜市に編入 | 長浜市 |
| 伊 香 郡    | 中河内村   | 中河内村              | 片岡村                     | 片岡村                      | 片岡村                        | 片岡村                        | 昭和29年12月15日 余呉村      | 昭和46年4月1日 町制 余呉町   | 平成22年1月1日 長浜市に編入 | 長浜市 |
| 伊 香 郡    | 椿坂村     | 椿坂村                | 片岡村                     | 片岡村                      | 片岡村                        | 片岡村                        | 昭和29年12月15日 余呉村      | 昭和46年4月1日 町制 余呉町   | 平成22年1月1日 長浜市に編入 | 長浜市 |
| 伊 香 郡    | 柳ヶ瀬村   | 柳ヶ瀬村              | 片岡村                     | 片岡村                      | 片岡村                        | 片岡村                        | 昭和29年12月15日 余呉村      | 昭和46年4月1日 町制 余呉町   | 平成22年1月1日 長浜市に編入 | 長浜市 |
| 伊 香 郡    | 東野村     | 東野村                | 片岡村                     | 片岡村                      | 片岡村                        | 片岡村                        | 昭和29年12月15日 余呉村      | 昭和46年4月1日 町制 余呉町   | 平成22年1月1日 長浜市に編入 | 長浜市 |
| 伊 香 郡    | 今市村     | 今市村                | 片岡村                     | 片岡村                      | 片岡村                        | 片岡村                        | 昭和29年12月15日 余呉村      | 昭和46年4月1日 町制 余呉町   | 平成22年1月1日 長浜市に編入 | 長浜市 |
| 伊 香 郡    | 国安村     | 国安村                | 片岡村                     | 片岡村                      | 片岡村                        | 片岡村                        | 昭和29年12月15日 余呉村      | 昭和46年4月1日 町制 余呉町   | 平成22年1月1日 長浜市に編入 | 長浜市 |
| 伊 香 郡    | 文室村     | 文室村                | 片岡村                     | 片岡村                      | 片岡村                        | 片岡村                        | 昭和29年12月15日 余呉村      | 昭和46年4月1日 町制 余呉町   | 平成22年1月1日 長浜市に編入 | 長浜市 |
| 伊 香 郡    | 池原村     | 池原村                | 片岡村                     | 片岡村                      | 片岡村                        | 片岡村                        | 昭和29年12月15日 余呉村      | 昭和46年4月1日 町制 余呉町   | 平成22年1月1日 長浜市に編入 | 長浜市 |
| 伊 香 郡    | 小谷村     | 小谷村                | 片岡村                     | 片岡村                      | 片岡村                        | 片岡村                        | 昭和29年12月15日 余呉村      | 昭和46年4月1日 町制 余呉町   | 平成22年1月1日 長浜市に編入 | 長浜市 |
| 西 浅 井 郡 | 塩津浜村   | 塩津浜村              | 塩津村                     | 明治30年4月1日 伊香郡塩津村 | 塩津村                        | 塩津村                        | 昭和30年4月1日 西浅井村      | 昭和46年4月1日 町制 西浅井町 | 平成22年1月1日 長浜市に編入 | 長浜市 |
| 西 浅 井 郡 | 岩熊村     | 岩熊村                | 塩津村                     | 明治30年4月1日 伊香郡塩津村 | 塩津村                        | 塩津村                        | 昭和30年4月1日 西浅井村      | 昭和46年4月1日 町制 西浅井町 | 平成22年1月1日 長浜市に編入 | 長浜市 |
| 西 浅 井 郡 | 祝山村     | 祝山村                | 塩津村                     | 明治30年4月1日 伊香郡塩津村 | 塩津村                        | 塩津村                        | 昭和30年4月1日 西浅井村      | 昭和46年4月1日 町制 西浅井町 | 平成22年1月1日 長浜市に編入 | 長浜市 |
| 西 浅 井 郡 | 野坂村     | 野坂村                | 塩津村                     | 明治30年4月1日 伊香郡塩津村 | 塩津村                        | 塩津村                        | 昭和30年4月1日 西浅井村      | 昭和46年4月1日 町制 西浅井町 | 平成22年1月1日 長浜市に編入 | 長浜市 |
| 西 浅 井 郡 | 塩津中村   | 塩津中村              | 塩津村                     | 明治30年4月1日 伊香郡塩津村 | 塩津村                        | 塩津村                        | 昭和30年4月1日 西浅井村      | 昭和46年4月1日 町制 西浅井町 | 平成22年1月1日 長浜市に編入 | 長浜市 |
| 西 浅 井 郡 | 余村       | 余村                  | 塩津村                     | 明治30年4月1日 伊香郡塩津村 | 塩津村                        | 塩津村                        | 昭和30年4月1日 西浅井村      | 昭和46年4月1日 町制 西浅井町 | 平成22年1月1日 長浜市に編入 | 長浜市 |
| 西 浅 井 郡 | 横波村     | 横波村                | 塩津村                     | 明治30年4月1日 伊香郡塩津村 | 塩津村                        | 塩津村                        | 昭和30年4月1日 西浅井村      | 昭和46年4月1日 町制 西浅井町 | 平成22年1月1日 長浜市に編入 | 長浜市 |
| 西 浅 井 郡 | 集福寺村   | 集福寺村              | 塩津村                     | 明治30年4月1日 伊香郡塩津村 | 塩津村                        | 塩津村                        | 昭和30年4月1日 西浅井村      | 昭和46年4月1日 町制 西浅井町 | 平成22年1月1日 長浜市に編入 | 長浜市 |
| 西 浅 井 郡 | 沓掛村     | 沓掛村                | 塩津村                     | 明治30年4月1日 伊香郡塩津村 | 塩津村                        | 塩津村                        | 昭和30年4月1日 西浅井村      | 昭和46年4月1日 町制 西浅井町 | 平成22年1月1日 長浜市に編入 | 長浜市 |
| 西 浅 井 郡 | 月出村     | 月出村                | 永原村                     | 明治30年4月1日 伊香郡永原村 | 永原村                        | 永原村                        | 昭和30年4月1日 西浅井村      | 昭和46年4月1日 町制 西浅井町 | 平成22年1月1日 長浜市に編入 | 長浜市 |
| 西 浅 井 郡 | 八田部村   | 八田部村              | 永原村                     | 明治30年4月1日 伊香郡永原村 | 永原村                        | 永原村                        | 昭和30年4月1日 西浅井村      | 昭和46年4月1日 町制 西浅井町 | 平成22年1月1日 長浜市に編入 | 長浜市 |
| 西 浅 井 郡 | 山田村     | 山田村                | 永原村                     | 明治30年4月1日 伊香郡永原村 | 永原村                        | 永原村                        | 昭和30年4月1日 西浅井村      | 昭和46年4月1日 町制 西浅井町 | 平成22年1月1日 長浜市に編入 | 長浜市 |
| 西 浅 井 郡 | 小山村     | 小山村                | 永原村                     | 明治30年4月1日 伊香郡永原村 | 永原村                        | 永原村                        | 昭和30年4月1日 西浅井村      | 昭和46年4月1日 町制 西浅井町 | 平成22年1月1日 長浜市に編入 | 長浜市 |
| 西 浅 井 郡 | 大浦村     | 大浦村                | 永原村                     | 明治30年4月1日 伊香郡永原村 | 永原村                        | 永原村                        | 昭和30年4月1日 西浅井村      | 昭和46年4月1日 町制 西浅井町 | 平成22年1月1日 長浜市に編入 | 長浜市 |
| 西 浅 井 郡 | 菅浦村     | 菅浦村                | 永原村                     | 明治30年4月1日 伊香郡永原村 | 永原村                        | 永原村                        | 昭和30年4月1日 西浅井村      | 昭和46年4月1日 町制 西浅井町 | 平成22年1月1日 長浜市に編入 | 長浜市 |
| 西 浅 井 郡 | 庄村       | 庄村                  | 永原村                     | 明治30年4月1日 伊香郡永原村 | 永原村                        | 永原村                        | 昭和30年4月1日 西浅井村      | 昭和46年4月1日 町制 西浅井町 | 平成22年1月1日 長浜市に編入 | 長浜市 |
| 西 浅 井 郡 | 中村       | 中村                  | 永原村                     | 明治30年4月1日 伊香郡永原村 | 永原村                        | 永原村                        | 昭和30年4月1日 西浅井村      | 昭和46年4月1日 町制 西浅井町 | 平成22年1月1日 長浜市に編入 | 長浜市 |
| 西 浅 井 郡 | 山門村     | 山門村                | 永原村                     | 明治30年4月1日 伊香郡永原村 | 永原村                        | 永原村                        | 昭和30年4月1日 西浅井村      | 昭和46年4月1日 町制 西浅井町 | 平成22年1月1日 長浜市に編入 | 長浜市 |
| 西 浅 井 郡 | 黒山村     | 黒山村                | 永原村                     | 明治30年4月1日 伊香郡永原村 | 永原村                        | 永原村                        | 昭和30年4月1日 西浅井村      | 昭和46年4月1日 町制 西浅井町 | 平成22年1月1日 長浜市に編入 | 長浜市 |

## 行政
伊香・西浅井郡長
| 代 | 氏名 | 就任年月日                | 退任年月日                | 備考                                 |
| -- | ---- | ------------------------- | ------------------------- | ------------------------------------ |
| 1  |      | 明治12年（1879年）5月16日 |                           |                                      |
|    |      |                           | 明治31年（1898年）3月31日 | 西浅井郡との合併により旧・伊香郡廃止 |

伊香郡長
| 代 | 氏名 | 就任年月日               | 退任年月日                | 備考                   |
| -- | ---- | ------------------------ | ------------------------- | ---------------------- |
| 1  |      | 明治31年（1898年）4月1日 |                           |                        |
|    |      |                          | 大正15年（1926年）6月30日 | 郡役所廃止により、廃官 |